# NGC 1367
NGC 1367 est une vaste galaxie spirale intermédiaire située dans la constellation du Fourneau. NGC 1367 a été découverte par l'astronome germano-britannique William Herschel en 1784 et inscrite au NGC sous la cote NGC 1371. La galaxie NGC 1367 est celle qui a été observée par l'astronome américain Ormond Stone en 1886.

## Caractéristiques
La classe de luminosité de NGC 1367 est I et elle présente une large raie HI.
En raison d'une brillance de surface égale à 14,05 mag/am2, on peut qualifier NGC 1367 de galaxie à faible brillance de surface (LSB en anglais pour low surface brightness). Les galaxies LSB sont des galaxies diffuses (D) avec une brillance de surface inférieure de moins d'une magnitude à celle du ciel nocturne ambiant.

### Distance
Sa vitesse par rapport au fond diffus cosmologique est de 1 345 ± 9 km/s, ce qui correspond à une distance de Hubble de 19,8 ± 1,4 Mpc (∼64,6 millions d'al).
À ce jour, 13 mesures non basées sur le décalage vers le rouge (redshift) donnent une distance de 23,792 ± 5,453 Mpc (∼77,6 millions d'al), ce qui est à l'intérieur des valeurs de la distance de Hubble. Notons cependant que c'est avec la valeur moyenne des mesures indépendantes, lorsqu'elles existent, que la base de données NASA/IPAC calcule le diamètre d'une galaxie et qu'en conséquence le diamètre de NGC 1367 pourrait être d'environ 51,9 kpc (∼169 000 al) si on utilisait la distance de Hubble pour le calculer.

### Morphologie
NGC 1367 (1371 dans l'atlas) a été utilisée par Gérard de Vaucouleurs comme une galaxie de type morphologique (R')SAB(rs)a dans son atlas des galaxies,.
Eskridge, Frogel et Pogge ont publié un article en 2002 décrivant la morphologie de 205 galaxies spirales ou lenticulaires rapprochées. Les observations ont été réalisées dans la bande H de l'infrarouge et dans la bande B (le bleu). Selon Eskridge et ses collègues, NGC 1371 est de type SABab dans la bande B et SAB(r)a dans la bande H. Son bulbe est lumineux et condensé au centre. À des niveaux élevés de luminosité, il est elliptique et orienté NO-SE. A des niveaux de luminosité plus faible, une barre est apparente et les isophotes tournent dans le sens des aiguilles d'une montre. Des bras de faible luminosité de surface émergent des anses aux
extrémités de la barre. L'angle de tangage est assez élevé. Il n'y pas de nœuds évidents dans les bras qui semblent s'enrouler pour former un anneau extérieur pâle.   

## Supernova

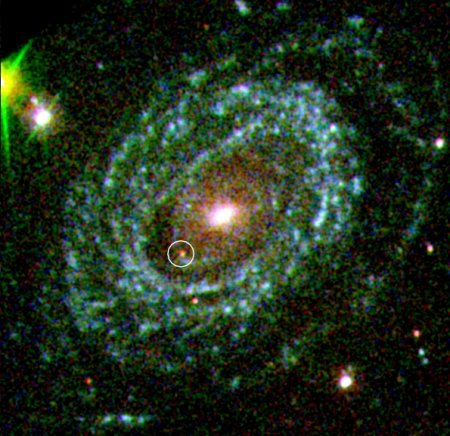
Emplacement de la supernova SN 2005ke imagé par le télescope spatial Swift.

La supernova SN 2005ke a été découverte dans NGC 1371 le 13 novembre 2005 par M. Baek, R. R. Prasad et W. Li dans le cadre du programme LOSS (Lick Observatory Supernova Search) de l'observatoire Lick. Cette supernova était de type Ia.

## Groupe de NGC 1395 et l'amas de l'Éridan
NGC 1371 fait partie du groupe de NGC 1395. Ce groupe fait partie de l'amas de l'Éridan et il comprend au moins 31 galaxies, dont NGC 1315, NGC 1325, NGC 1331, NGC 1332, NGC 1347, NGC 1353, NGC 1377, NGC 1385, NGC 1395, NGC 1401, NGC 1414, NGC 1415, NGC 1422, NGC 1426, NGC 1438, NGC 1439, IC 1952, IC 1953 et IC 1962.